# Rhizoecus spicatus
Rhizoecus spicatus är en insektsart som beskrevs av Hambleton 1979. Rhizoecus spicatus ingår i släktet Rhizoecus och familjen ullsköldlöss. Inga underarter finns listade i Catalogue of Life.